# 克劳德·格雷戈里
克劳德·安德烈·格雷戈里（英語：Claude Andre Gregory，1958年12月26日—），美国NBA联盟前职业篮球运动员。他在1981年的NBA选秀中第2轮第41顺位被华盛顿子弹选中。